# Chuck Smead
Charles « Chuck » Smead, né le 4 août 1951, est un coureur de fond américain. Il a remporté la médaille d'argent au marathon des Jeux panaméricains de 1975. Il a également remporté le marathon de Pikes Peak en 1972 et Sierre-Zinal en 1977.

## Biographie
Durant sa jeunesse, Chuck s'illustre en cross-country, devenant notamment double champion NCAA de Division II. Le 29 août 1969, il remporte le titre de champion junior des États-Unis de 30 kilomètres à Santa Rosa.
Il découvre ensuite la discipline de course en montagne et remporte le marathon de Pikes Peak lors de sa première participation en 1972.
Le 20 octobre 1975, il prend part au marathon des Jeux panaméricains à Mexico. Il court 2 h 25 min 32 s et remporte la médaille d'argent pour 29 secondes derrière le vainqueur Rigoberto Mendoza,.
Le 21 mars 1976, il remporte la victoire à l'édition inaugurale des championnats nationaux de 50 kilomètres. Il court 2 h 50 min 46 s, ce qui en fait un record du monde mais les standards de l'époque, peu stricts, ne permettent pas de le valider,,. Le 1er août, il remporte la victoire à l'ascension de Pikes Peak, établissant un nouveau record du parcours en 2 h 5 min 22 s.
Invité par les organisateurs de Sierre-Zinal en 1977, il devient le premier Américain à courir la mythique course de montagne. Annoncé comme favori malgré son relatif anonymat en Europe, il assume ce rôle en s'imposant pour sa première participation. Très impressionné par cette course, il supplie alors les organisateurs d'inviter son compatriote Pablo Vigil pour l'année suivante, s'engageant même à lui céder sa propre invitation pour assurer sa venue.
Il s'illustre ensuite à nouveau en marathon, terminant deuxième du marathon de Chicago 1980 derrière Frank Richardson puis abaissant son record personnel à 2 h 13 min 47 s l'année suivante à Eugene.

## Palmarès

### Route
| Année | Compétition                             | Lieu        | Place | Épreuve  | Temps           |
| ----- | --------------------------------------- | ----------- | ----- | -------- | --------------- |
| 1971  | Marathon de Las Vegas                   | Las Vegas   | 4e    | Marathon | 2 h 31 min 10 s |
| 1972  | Championnats des États-Unis de 15 km    | Littleton   | 1er   | 15 km    | 49 min 10 s     |
| 1973  | Championnats des États-Unis de 15 km    | Littleton   | 1er   | 15 km    | 48 min 24 s     |
| 1974  | Avenue of the Giants Marathon           | Weott       | 1er   | Marathon | 2 h 21 min 5 s  |
| 1975  | Jeux panaméricains                      | Mexico      | 2e    | Marathon | 2 h 25 min 31 s |
| 1976  | Championnats des États-Unis de 50 km    | Sacramento  | 1er   | 50 km    | 2 h 50 min 45 s |
| 1977  | Championnats des États-Unis de marathon | Eugene      | 3e    | Marathon | 2 h 14 min 39 s |
| 1978  | Marathon de Cleveland                   | Cleveland   | 2e    | Marathon | 2 h 17 min 31 s |
| 1979  | Championnats des États-Unis de 30 km    | Culver City | 1er   | 30 km    | 1 h 36 min 23 s |
| 1979  | Championnats des États-Unis de 25 km    | Ventura     | 3e    | 25 km    | 1 h 17 min 45 s |
| 1980  | Championnats des États-Unis de 25 km    | Ventura     | 2e    | 25 km    | 1 h 18 min 52 s |
| 1980  | Marathon de Chicago                     | Chicago     | 2e    | Marathon | 2 h 16 min 47 s |
| 1981  | Marathon d'Eugene                       | Eugene      | 8e    | Marathon | 2 h 13 min 47 s |
| 1983  | Marathon de Cleveland                   | Cleveland   | 3e    | Marathon | 2 h 18 min 59 s |

### Course en montagne
| no  | masculin           | Course                                 | Longueur | Départ          | Temps           |
| --- | ------------------ | -------------------------------------- | -------- | --------------- | --------------- |
| 1re | Médaille d'or      | Marathon de Pikes Peak                 | 42,2 km  | 13 août 1972    | 3 h 44 min 21 s |
| 2e  | Médaille d'argent  | Marathon de Pikes Peak                 | 42,2 km  | 12 août 1973    | 3 h 51 min 42 s |
| 1re | Médaille d'or      | Ascension de Pikes Peak                | 21,4 km  | 11 août 1974    | 2 h 9 min 59 s  |
| 1re | Médaille d'or      | Ascension du Mont Evans                | 23,3 km  | 17 juillet 1976 |                 |
| 1re | Médaille d'or      | Ascension de Pikes Peak                | 21,4 km  | 1er août 1976   | 2 h 5 min 22 s  |
| 1re | Médaille d'or      | Sierre-Zinal                           | 31 km    | 14 août 1977    | 2 h 41 min 48 s |
| 3e  | Médaille de bronze | Sierre-Zinal                           | 31 km    | 13 août 1978    | 2 h 43 min 32 s |
| 4e  | 4e                 | Sierre-Zinal                           | 31 km    | 12 août 1979    | 2 h 38 min 37 s |
| 3e  | Médaille de bronze | Sierre-Zinal                           | 31 km    | 10 août 1980    | 2 h 40 min 17 s |
| 2e  | Médaille d'argent  | Course de montagne du Danis            | 11,1 km  | 5 juillet 1981  | 42 min 55 s     |
| 1re | Médaille d'or      | Chaumont-Chasseral-Chaumont            | 32 km    | 19 juillet 1981 | 2 h 11 min 26 s |
| 1re | Médaille d'or      | Course Montreux-Les-Rochers-de-Naye    | 18,8 km  | 26 juillet 1981 | 1 h 28 min 9 s  |
| 1re | Médaille d'or      | Course Montreux-Les-Rochers-de-Naye    | 18,8 km  | 27 juin 1982    | 1 h 29 min 47 s |
| 2e  | Médaille d'argent  | Course de montagne du Danis            | 11,1 km  | 4 juillet 1982  | 42 min 25 s     |
| 1re | Médaille d'or      | Chaumont-Chasseral-Chaumont            | 32 km    | 18 juillet 1982 | 2 h 9 min 11 s  |
| 1re | Médaille d'or      | Course de montagne du Kitzbüheler Horn | 12,9 km  | 22 août 1982    | 59 min 17 s     |
| 1re | Médaille d'or      | Course de montagne du Kitzbüheler Horn | 12,9 km  | 28 août 1988    | 59 min 42 s     |

## Records
| Épreuve       | Performance     | Date              | Lieu             |
| ------------- | --------------- | ----------------- | ---------------- |
| 5 kilomètres  | 14 min 37 s     | 7 novembre 1982   | Westlake Village |
| 10 kilomètres | 29 min 40 s     | 19 octobre 1980   | Los Angeles      |
| 15 kilomètres | 46 min 43 s     | 12 octobre 1980   | Canoga Park      |
| 10 miles      | 47 min 47 s     | 30 mars 1980      | Washington       |
| 20 kilomètres | 1 h 3 min 18 s  | 21 novembre 1982  | Point Mugu       |
| Semi-marathon | 1 h 5 min 45 s  | 6 février 1977    | Coamo            |
| 25 kilomètres | 1 h 17 min 45 s | 3 mars 1979       | Ventura          |
| 30 kilomètres | 1 h 36 min 23 s | 18 février 1979   | Culver City      |
| Marathon      | 2 h 13 min 47 s | 13 septembre 1981 | Eugene           |